# (13792) Kuščynskyj
(13792) Kuščynskyj (1998 VG) – planetoida z pasa głównego asteroid okrążająca Słońce w ciągu 5,62 lat w średniej odległości 3,16 j.a. Odkryta 7 listopada 1998 roku.